# Картахена (Колумбія)
Картахена, або Картахена-де-Індіас (ісп. Cartagena de Indias) — велике портове місто на північному узбережжі Колумбії, столиця департаменту Болівар.
Населення Картагени становить 1,09 млн мешканців, а населення її агломерації — 1,24 млн, що робить місто п'ятим за населенням містом країни.
Картахену заснував у 1533 році іспанець Педро де Ередія на честь іспанського міста Картахена в регіоні Мурсія. Одразу після заснування місто стало важливим торговим та економічним центром, а у 18 столітті стало де факто столицею віцекоролівства Нова Гранада та головним транспортним вузлом віцекоролівства.
Зараз місто продовжує бути важливим економічним центром та отримало популярність серед туристів.
Укріплення та фортеця міста в 1980 році були включені до списку Світової спадщини ЮНЕСКО.

## Уродженці
- Сесілія Брехус (* 1981) — норвезька професійна боксерка та колишня кікбоксерка.
- Луїс Карлос Лопес (* 1879—1950) — колумбійський поет, постмодерніст.